# Matt Cassel
Matt Cassel (født 17. maj 1982 i Northridge i Californien) er en professionel amerikansk fodboldspiller fra USA. Han er quarterback for Dallas Cowboys i NFL. Matt Cassel blev draftet af New England Patriots i syvende runde af 2005-draften. Hans første NFL-kamp var mod San Diego Chargers den 2. oktober 2005, hvor han blev skiftet ind i de døende minutter af en allerede tabt kamp. Hans første NFL-touchdown kom i Patriots' sidste kamp før slutspillet i 2005, hvor han spillede tre quarters mod Miami Dolphins, og kastede to touchdowns.
Matt Cassel blev i åbningskampen mod Kansas City Chiefs sat ind på banen, da stjerne QB'en Tom Brady blev skadet for sæsonen.
Cassel kastede 1 TD i en sejr over Chiefs.
Ugen efter skulle Patriots møde New York Jets, igen spillede Cassel fejlfrit, og Patriots vandt kampen, uden Tom Brady.
Matt Cassel blev 28. februar 2009 byttet til Kansas City Chiefs sammen med Patriots' linebacker Mike Vrabel som Kansas' 34. valg i 2009-draften. I 2013 skiftede han til Minnesota Vikings. Efterfølgende er han skiftet til Dallas Cowboys, som backup, da Tony Romo brækkede sit kraveben.

## Klubber
- New England Patriots (2005–2008)
- Kansas City Chiefs (2009–2012)
- Minnesota Vikings (2013–2015)
- Dallas Cowboys (2015-)